# Botrytis carnea
Botrytis carnea är en svampart som beskrevs av Schumach. ex Sacc. 1881. Botrytis carnea ingår i släktet Botrytis och familjen Sclerotiniaceae.   Inga underarter finns listade i Catalogue of Life.